# Pesco della Carta
Pesco della Carta este o arie protejată (arie specială de conservare — SAC, sit de importanță comunitară — SCI) din Italia întinsă pe o suprafață de 11 ha, integral pe uscat.

## Localizare
Centrul sitului Pesco della Carta este situat la coordonatele 41°27′58″N 14°51′31″E / 41.466111°N 14.858611°E.

## Înființare
Situl Pesco della Carta a fost declarat sit de importanță comunitară în septembrie 1995 pentru a proteja 1 specie de animale. Situl a fost protejat și ca arie specială de conservare în martie 2017.

## Biodiversitate
Situată în ecoregiunea mediteraneană, aria protejată conține 2 habitate naturale: Pajiști uscate seminaturale și facies de acoperire cu tufișuri pe substraturi calcaroase (Festuco-Brometalia) (* situri importante pentru orhidee), Pajiști carstice calcaroase sau bazofile, de Alysso-Sedion albi.
La baza desemnării sitului se află o specie protejată de  păsări: Falco biarmicus.
Pe lângă speciile protejate, pe teritoriul sitului au mai fost identificate 4 specii de plante.